# Pentathlon moderne aux Jeux olympiques d'été de 1952
Navigation
Londres 1948 Melbourne 1956
Cette page présente les résultats de la compétition de pentathlon moderne aux Jeux olympiques d'été de 1952. Pour la première fois, à l'épreuve individuelle masculine s'ajoute une compétition par équipes, elle aussi masculine.

## Tableau des médailles pour le Pentathlon moderne
| Rang | Pays     | Médaille d'or | Médaille d'argent | Médaille de bronze | Total |
| ---- | -------- | ------------- | ----------------- | ------------------ | ----- |
| 1    | Hongrie  | 1             | 1                 | 1                  | 3     |
| 2    | Suède    | 1             | 1                 | 0                  | 2     |
| 3    | Finlande | 0             | 0                 | 1                  | 1     |

## Individuel homme
| Médaille | Noms          | Pays    |
| -------- | ------------- | ------- |
| or       | Lars Hall     | Suède   |
| argent   | Gábor Benedek | Hongrie |
| bronze   | István Szondy | Hongrie |

## Par équipe homme
| Médaille | Pays     | Noms                                       |
| -------- | -------- | ------------------------------------------ |
| or       | Hongrie  | Gábor Benedek Aladár Kovácsi István Szondy |
| argent   | Suède    | Lars Hall Torsten Lindqvist Claes Egnell   |
| bronze   | Finlande | Olavi Mannonen Lauri Vilkko Olavi Rokka    |